# 塞尼斯
塞尼斯（義大利語：Senis），是意大利奥里斯塔诺省的一个市镇。总面积16.05平方公里，人口490人，人口密度30.5人/平方公里（2009年）。ISTAT代码为095054。